# Liste von Persönlichkeiten von McKinsey & Company
Die folgende Liste beinhaltet aktuelle und ehemalige Mitarbeiter von McKinsey & Company, welche Bekanntheit erlangt haben. Die Liste bietet einen Überblick ohne jeden Anspruch auf Vollständigkeit.

## DAX-Unternehmen
- Frank Appel, seit 2008 Vorstandsvorsitzender der Deutsche Post AG
- Oliver Bäte, seit 2008 Vorstand der Allianz SE und seit 2015 Vorstandsvorsitzender
- Wolfgang Bernhard, 2010 bis 2017 Vorstand der Daimler AG
- Martin Blessing, 2008 bis 2016 Vorstandsvorsitzender der Commerzbank
- Edgar Ernst, ehem. Vorstand der Deutsche Post AG
- Markus Krebber, seit 2021 Vorstandsvorsitzender von RWE
- Barbara Kux, 2008 bis 2013 Vorstandsmitglied von Siemens
- Stephan Leitner, Vorstand der Deutschen Bank (bis Ende 2015[1])
- Claudia Nemat, Vorstand der Deutschen Telekom
- Helmut Panke, 2002 bis 2006 Vorstandsvorsitzender der BMW AG
- Werner Seifert, ehem. Vorstandsvorsitzender der Deutschen Börse AG
- Stephan Sturm, seit 2016 Vorstandsvorsitzender der Fresenius SE & Co. KGaA
- Wulf von Schimmelmann, ehem. Vorstandsvorsitzender der Postbank, Aufsichtsratsvorsitzender der Deutsche Post AG
- Axel Wieandt, 2008 bis 2010 Vorstandsvorsitzender der Hypo Real Estate
- Klaus Zumwinkel, ehem. Vorstandsvorsitzender der Deutsche Post AG

## Andere Unternehmen
- Olaf Amblank, Immobilieninvestor
- Richard Burt, ehem. Vorstand von Archer Daniels Midland, ehem. Botschafter der Vereinigten Staaten in Deutschland
- Utz Claassen, ehem. Vorstandsvorsitzender der EnBW
- Vittorio Colao, CEO von Vodafone
- Guillaume de Posch, ehem. Vorstandsvorsitzender der ProSiebenSat.1 Media AG, CEO der RTL Group
- Alexander Dibelius, Managing Director CVC Capital und ehem. Geschäftsleiter von Goldman Sachs für Deutschland, Österreich, Russland sowie Zentral- und Osteuropa
- Achim Dünnwald, CEO "DHL Paket" der Deutsche Post AG
- Carl-Peter Forster, Vorstandsvorsitzender von Opel
- Jane Fraser, CEO der Citigroup
- Fred Kindle, CEO von ABB
- Marius Kloppers, CEO von BHP Billiton
- Jürgen Kluge, ehem. Vorstandsvorsitzender der Franz Haniel & Cie. GmbH
- Helge Lund, Vorstandsvorsitzender von StatoilHydro
- Dirk Markus, Vorstandsvorsitzender der Aurelius SE & Co. KGaA
- Brigitte Mohn, Aufsichtsrätin der Bertelsmann AG
- Lukas Mühlemann, ehem. CEO der Schweizerischen Rückversicherungs-Gesellschaft und ehem. Präsident des Verwaltungsrates der Credit Suisse
- Vasant Narasimhan, CEO von Novartis
- Georg Pölzl, Vorstandsvorsitzender der Österreichischen Post AG
- Alessandro Profumo, ehem. CEO der UniCredit Group
- Axel Rückert, ehem. Vorstandsvorsitzender von debitel
- Andreas Bork, CEO von Burger King Deutschland, Österreich und Schweiz
- Sheryl Sandberg, COO von Meta Platforms (vormals Facebook Inc.)
- Peter Sands, CEO der Standard Chartered Bank
- Paolo Scaroni, ehem. CEO von Enel, CEO von Eni
- Jens Schulte-Bockum, CEO von Vodafone Deutschland
- Jonathan I. Schwartz, ehem. Präsident und CEO von Sun Microsystems
- Ettore Gotti Tedeschi, Präsident des Istituto per le Opere di Religione
- Henri Vanni, Verwaltungsrat der Banque Lombard Odier & Cie
- Andreas von Arnim, ehem. Vorstandsvorsitzender der Berliner Verkehrsbetriebe (BVG)
- Theodor Weimer, Vorstandsvorsitzender der Deutschen Börse AG
- Miles D. White, CEO von Abbott Laboratories

## Politiker
- Norman Blackwell, Baron Blackwell, britischer Politiker
- Lael Brainard, US-Finanzstaatssekretärin
- Anke Domscheit-Berg, Politikerin und Frauen-Aktivistin
- William Hague, ehem. britischer Außenminister
- Martin Jörß, ehem. Kommunalpolitiker (GAL)
- Markus Klimmer, Politikberater
- Lazar Krstić, serbischer Finanzminister
- Thomas von Mitschke-Collande, Politiker
- Toshimitsu Motegi, japanischer Wirtschaftsminister
- Corrado Passera, ehem. italienischer Verkehrs- und Wirtschaftsminister
- Susan E. Rice, nationale Sicherheitsberaterin von Präsident Obama

## Wissenschaftler
- Howard Davies, ehemaliger Direktor der London School of Economics and Political Science
- Mario Englert, Wirtschaftswissenschaftler
- Andreas Fahrmeir, Historiker
- Gabriel Felbermayr, Wirtschaftswissenschaftler
- Hans Gersbach, Wirtschaftswissenschaftler
- Franz Josef Gießibl, Physiker
- Nicola Gigli, Mathematiker
- Svein Harald Øygard, Wirtschaftswissenschaftler
- Wilhelm Rall, Vorsitzender des Universitätsrates der Eberhard Karls Universität Tübingen
- Max Ringlstetter, Wirtschaftswissenschaftler
- Ulrich W. Thonemann, Logistikwissenschaftler

## Unternehmer
- Ruja Ignatova, OneCoin Crypto-Ponzi-Scheme Betreiberin